# Invincible (canção de Kelly Clarkson)
"Invincible" é uma canção da cantora norte-americana Kelly Clarkson, gravada para o seu sétimo álbum de estúdio Piece by Piece. Foi escrita e produzida por Jesse Shatkin, com auxílio de Stephen Mostyn, Warren Felder e Sia Furler, sendo que a última apenas na composição.

## Antecedentes e lançamento
Logo após o lançamento do seu primeiro disco de músicas de natal, Wrapped in Red, em 2013, a cantora afirmou que começou a trabalhar em novo material para o seu próximo álbum de originais com edição prevista para 2014.  Numa conferência de imprensa no Vietname, Clarkson confirmou que tinha decidido adiar o início da divulgação para o início de 2015, devido ao relançamento de Wrapped in Red em 2014. Em janeiro de 2015, a artista recorreu à sua conta oficial no Twitter para revelar algumas pistas sobre o novo material, escrevendo o seguinte: "Proof of life & Dr. Dre #TheNextEpisode" (sic).

## Alinhamento de faixas
| EP de remixes |                                     |         |  |
| N.º           | Título                              | Duração |  |
| 1.            | "Invincible" (Vicetone Remix)       | 3:24    |  |
| 2.            | "Invincible" (tyDi Remix)           | 4:32    |  |
| 3.            | "Invincible" (tyDi Radio Mix)       | 3:40    |  |
| 4.            | "Invincible" (Tom Swoon Remix)      | 4:56    |  |
| 5.            | "Invincible" (Tom Swoon Radio Mix)  | 3:37    |  |
| 6.            | "Invincible" (7th Heaven Remix)     | 6:35    |  |
| 7.            | "Invincible" (7th Heaven Radio Mix) | 4:36    |  |

## Desempenho nas tabelas musicais

### Posições
| Tabela musical (2015)                        | Melhor posição |
| -------------------------------------------- | -------------- |
| Canadá - Canada AC (Billboard)               | 29             |
| Canadá - Canada Hot AC (Billboard)           | 48             |
| Escócia - Official Charts Company            | 98             |
| Estados Unidos - Billboard Pop Digital Songs | 50             |
| Estados Unidos - Adult Contemporary          | 24             |
| Estados Unidos - Adult Top 40                | 15             |

## Histórico de lançamento
| País           | Data                | Formato                          | Editora discográfica | Ref    |
| -------------- | ------------------- | -------------------------------- | -------------------- | ------ |
| Estados Unidos | 18 de maio de 2015  | Rádio hot adult contemporary     | RCA                  | [ 14 ] |
| Estados Unidos | 9 de junho de 2015  | Contemporary hit radio           | RCA                  | [ 15 ] |
| Mundo          | 23 de junho de 2015 | Download digital – EP de remixes | Sony Music           | [ 7 ]  |